# دايل جاسبر
دالي جاسبر (بالإنجليزية: Dale Jasper)‏ (14 يناير 1964 في المملكة المتحدة - 30 يناير 2020) هو لاعب كرة قدم بريطاني في مركز الدفاع. لعب مع برايتون أند هوف ألبيون وتشيلسي ونادي كرو ألكساندرا ونادي كرولي تاون.

## وصلات خارجية
- دايل جاسبر على موقع قاعدة بيانات كرة القدم.إي يو (الإنجليزية)